# Associazione Nazionale Finanzieri d'Italia
L'Associazione Nazionale Finanzieri d'Italia (acronimo ANFI) è un ente morale, senza fine di lucro, ai sensi del regio decreto 11 marzo 1929, n. 377. È posta sotto la tutela e la vigilanza del ministro dell'Economia e delle Finanze, che le attua per mezzo del comandante generale del Corpo della Guardia di finanza. Ha sede in Roma.
L'Associazione fa parte integrante del Consiglio nazionale permanente delle associazioni d'arma ed è iscritta all'albo del Ministero della Difesa, ai sensi del D.M. 5/8/1982.
Il presidente nazionale in carica è il gen. C.A. Pietro Ciani, coadiuvato da un vice presidente nazionale vicario e da due vice presidenti nazionali (uno per l'Italia settentrionale e uno per l'Italia centro meridionale), nove consiglieri nazionali (residenti a Roma), dal segretario generale (scelto tra i nove consiglieri di Roma) e da 15 consiglieri (residenti fuori Roma) in rappresentanza delle 278 sezioni, di cui 277 dislocate sul territorio nazionale ed una a Toronto - Canada, per complessivi 30.000 soci circa.
L'organo ufficiale dell'Associazione è il periodico Fiamme Gialle, fondato nel 1986. Il direttore responsabile è, per statuto, il presidente nazionale.
La presidenza nazionale ha sede in via Alberto Caroncini, 19 – 00197 Roma, dove si trova anche la direzione del periodico Fiamme Gialle.

## Finalità
L'ANFI è un'associazione apolitica e apartitica con lo scopo di cementare la colleganza tra il personale in servizio e quello in congedo della Guardia di finanza e fornire assistenza morale e materiale agli iscritti; mantiene anche vincoli di cameratismo con le tutte le associazioni d'Arma consimili.

## Attività
Iniziative istituzionali conformi alle finalità sociali (raduni, cerimonie, attività ricreative, tutela degli iscritti...) e volontariato. Queste attività vengono integrate da iniziative promosse dalle singole sezioni.
Come ad esempio:
- La sez. di Roma Villaspada che ha modo di occuparsi di alfabetizzazione, lezioni di computer, donazione di hardware funzionante ad onlus, attività di congressi e convegni inerenti molteplici temi.
- La sez. di Mestre che mediante il coro, fondato nel 1989 dal loro presidente, svolge la sua attività nel volontariato con concerti di musica e canti popolari, presso case di riposo, istituti religiosi, associazioni anziani. Anima con canti e musica, tutte le funzioni religiose presso i comandi del corpo regionale veneto ed associazioni combattentistiche e d'armi, portando con la musica ed il canto, lo spirito di unione, consolidando stima, amicizia e solidarietà.
- Le sezioni sarde tutte, ma come esempio Cagliari e Iglesias che hanno svolto o svolgono tuttora attività di controllo esternamente alle unità scolastiche. Altra interessante iniziativa cagliaritana è il volontariato di vigilanza ad alcuni monumenti d'interesse storico come la cripta di San Domenico, del sec. XIII e di in-formazione ai visitatori, durante le giornate Monumenti Aperti.
- La sezione di Terni opera da tempo nel volontariato sanitario: giornate di volontariato presso il Tribunale dei diritti del malato, giornate di auditor civici volontari, giornate di raccolta medicinali per i bisognosi dell'Asl 4 di competenza, raccolte fondi insieme al C.A.S. di Orvieto e al Comando Provinciale di Terni per la realizzazione presso l'ospedale Santa Maria di Terni di un centro di oncoematologia per autotrapianti S.C.O.E.T. (struttura complessa di oncoematologia e trapianti) per malattie oncoematologiche. Volontariato presso la sezione Geriatrica dell'Asl stessa e raccolta e trasporto di scorte alimentari e generi prima assistenza per i Comuni colpiti dal sisma dell'Aquila. Iniziative prossime saranno in collaborazione con l'UNICEF per raccolta fondi per bambini bisognosi.
- La sezione di Alessandria, in vita sin dal 1927, da una decina di anni svolge anche attività nel sociale ed a questo proposito il 13 febbraio 2006 ha costituito, al proprio interno, una organizzazione denominata “Gruppo di protezione civile e volontariato A.N.F.I.” (ONLUS) per l'attività di protezione civile e volontariato a favore prevalentemente dei bambini in età scolare, ma anche a persone anziane parzialmente incapaci a tutelare i propri interessi di vita ed altro ancora (es. concorso alla tutela dei beni culturali in generale, ecc.).

Creare un nucleo di protezione civile è invece la priorità che si pone la sezione di Piombino, che annovera circa un centinaio di soci, impegnati in attività di solidarietà, volontariato e cultura, oltreché di commemorazione Caduti ed eventi che hanno portato nella cittadina fino a qualche migliaio di soci da tutta la regione Toscana. 

## Le sezioni
La sezione è l'organo periferico che realizza le finalità dell'Associazione.
Attualmente l'Associazione nazionale finanzieri d'Italia è articolata in 282 sezioni sparse in tutto il territorio nazionale più una all'estero e conta circa 30.000 soci.
Le sezioni sono raggruppate in due aree geografiche distinte: Italia settentrionale
e Italia centromeridionale coordinate dai rispettivi vicepresidenti nazionali, a loro volta costituite da regioni/gruppi di regioni coordinate dai consiglieri nazionali.
L'istituzione delle sezioni è approvata dal comitato esecutivo nazionale, il quale, durante la fase costitutiva nomina un commissario avente le facoltà del consiglio di sezione.
L'identificazione della sezione è determinata dalla sua sede, preceduta dalla sua intitolazione.
Le sezioni non possono avere, di norma, meno di quindici soci con diritto a voto.
La sezione programma ed attua le sue iniziative nel rispetto degli indirizzi e delle programmazioni del consiglio nazionale godendo, peraltro, di piena autonomia decisionale e amministrativa.
Il programma di sezione, in ogni caso:
- 1. comprende le iniziative e le attività di rilievo;
- 2. è stabilito nel rispetto degli orientamenti emersi nelle riunioni indette dal competente consigliere nazionale, prima che sia convocata l'adunanza di fine d'anno del consiglio nazionale.

Il territorio della sezione corrisponde, in linea di massima, a quello del comune ove è ubicata. Nelle grandi città, qualora il numero dei soci della sezione sia superiore a cinquecento, possono essere costituite altre sezioni, previa autorizzazione del comitato esecutivo nazionale.
Le sezioni debbono corrispondere, per motivi del loro ufficio, direttamente con gli organi centrali dell'associazione, informando, per conoscenza, nei casi più rilevanti, il consigliere nazionale, salvo i necessari ed opportuni contatti con i comandi locali del Corpo. Esse possono intraprendere, per l'applicazione dell'attività associativa, tutte le iniziative ritenute opportune a livello locale per fini assistenziali.
Le sezioni possono intitolarsi, previa approvazione del comitato esecutivo nazionale, ad appartenenti al corpo caduti in guerra, in servizio o decorati al valor militare o civile o che, comunque, per meriti acquisiti nella carriera abbiano meritato la riconoscenza dei posteri.